# Bargstall
Bargstall (tysk) eller Bargstal (dansk) er en kommune og en by i det nordlige Tyskland, beliggende i Amt Hohner Harde i den vestlige del af Kreis Rendsborg-Egernførde. Kreis Rendsborg-Egernførde ligger i den centrale del af delstaten Slesvig-Holsten.

## Geografi
Bargstall ligger omkring 13 km sydvest for Rendsborg ved Dellstedter Birkwildmoor. Mod syd løber Bundesstraße 203 fra Rendsborg mod Heide, mod nord Bundesstraße 202 fra Rendsborg mod Ejdersted.